# Park Ju-hyun
Dans ce nom coréen, le nom de famille, Park, précède le nom personnel.
Pour les articles homonymes, voir Park.
Park Ju-hyun (hangeul: 박주현) est une actrice sud-coréenne née le 5 octobre 1994 à Busan. Elle a fait ses débuts dans le film The Dude In Me (2019), suivi du téléfilm Drama Stage Season 3 : My Wife's Bed de tvN. Elle a gagné en notoriété grâce à son apparition dans la série dramatique A Piece of Your Mind (2020) et a joué son premier rôle principal en tant que Bae Gyu-ri dans la série originale Netflix Extracurricular (2020).

## Biographie

### Jeunesse
Park Ju-hyun est née le 5 octobre 1994 à Busan, en Corée du Sud. Elle a commencé à s'intéresser au métier d'actrice après avoir vu la comédie musicale Cats lors de sa première année de lycée. Elle s'est spécialisée dans le théâtre à l'Université nationale des arts de Corée et est apparue dans des courts métrages et des pièces de théâtre en tant qu'étudiante ; elle a obtenu son diplôme en juillet 2020.

### Carrière
Elle est membre de 935 Entertainment (935엔터테인먼트).
En mars 2020, elle rejoint le casting récurrent de la série A Piece of Your Mind, où elle incarne Kim Ji-soo, le premier amour de Moon Ha-won (Jung Hae-in).
Le 29 avril de la même année, elle rejoint le casting principal de la série Extracurricular, où elle incarne Bae Gyu-ri, la dangereuse amie de Oh Ji-soo (Kim Dong-hee), qu'elle aide à commettre des crimes,,.
Par la suite, le 21 septembre, elle rejoint le casting principal de la série Zombie Detective, où elle incarne Gong Sun-ji, une ancienne journaliste d'investigation qui est engagée comme assistante à temps partiel dans l'agence de Kim Moo-young (Choi Jin-hyuk), jusqu'à la fin de la série le 27 octobre de la même année,.
En mars 2021, elle rejoint le casting principal de la série Mouse, où elle incarne Oh Bong-yi, une étudiante en arts martiaux coriace qui vit seule avec sa grand-mère et finit toujours par se disputer drôlement avec Jeong Ba-reum (Lee Seung-gi), le policier du quartier, jusqu'à la fin de la série le 19 mai 2021,.
La même année, elle apparaîtra dans le film Silence, où elle jouera Yoo-ra, la jeune sœur de Mi-ran (Park Hee-von).
Le 20 avril 2022, elle rejoindra le casting de la série Love All Play (également connue sous le nom de "Going to You at a Speed of 493 km") où elle incarnera Park Tae-yang, une ancienne aspirante athlète olympique qui a dû quitter le monde du badminton pendant trois ans en raison d'un scandale de corruption,.

## Filmographie

### Films
| Année   | Titre           | Rôle      | Notes        | Ref    |
| ------- | --------------- | --------- | ------------ | ------ |
| 2019    | The Dude In Me  | Elève #1  |              |        |
| 2022    | Seoul Vibe      | Yoon-Hee  | Netflix Film | ,      |
| A venir | Project Silence | Yoo-ra    |              | [ 17 ] |
| A venir | Drive           | Han Yu-na |              | [ 18 ] |

### Séries télévisées
| Année | Titre                       | Rôle          | Notes            | Ref    |
| ----- | --------------------------- | ------------- | ---------------- | ------ |
| 2019  | Drama Stage - My Wife's Bed | Han Che-ri    | Drame en un acte |        |
| 2020  | A Piece of Your Mind        | Kim Ji-soo    |                  | [ 19 ] |
| 2020  | Zombie Detective            | Kong Sun-ji   |                  | [ 20 ] |
| 2021  | Mouse                       | Oh Bong-yi    |                  | [ 21 ] |
| 2022  | Love All Play               | Park Tae-yang |                  | [ 22 ] |
| 2022  | The Forbidden Marriage      | So-rang       |                  | [ 23 ] |

### Programmes de variété
| Année | Titre                              | Notes                                             |
| ----- | ---------------------------------- | ------------------------------------------------- |
| 2021  | Amazing Saturday (DoReMi Marquet)  | (ép. #147) - invitée,                             |
| 2020  | The Return of Superman             | (ép. #345) - invitée                              |
| 2020  | Immortal Songs: Singing the Legend | (ép. #472 - "Zombie Detective Special") - invitée |

### Séries Web
| Année | Titre           | Rôle       | Ref    |
| ----- | --------------- | ---------- | ------ |
| 2020  | Extracurricular | Bae Gyu-ri | [ 27 ] |

### Clips musicaux
| Année | Titre                             | Artiste       | Ref    |
| ----- | --------------------------------- | ------------- | ------ |
| 2019  | "Swing"                           | OurR          |        |
| 2020  | "Cartoon"                         | Zico          | [ 28 ] |
| 2020  | "Workman" (feat. Jay Park, Sik-K) | Jang Sung-Kyu |        |

## Discographie

### Single
| Titre                        | Année | Album             |
| ---------------------------- | ----- | ----------------- |
| "My Own Season" (나만의 계절 | 2022  | Love All Play OST |

## Distinctions
| Année | Cérémonie                  | Catégorie                  | Travail nommé    | Résultat | Réf.   |
| ----- | -------------------------- | -------------------------- | ---------------- | -------- | ------ |
| 2020  | Asia Artist Awards         | AAA choix (Actrice)        | Park Ju-Hyun     | Gagné    | ,      |
| 2020  | KBS Drama Awards           | Meilleure nouvelle actrice | Zombie Detective | Nommée   |        |
| 2021  | APAN Star Awards           | Meilleure nouvelle actrice | Zombie Detective | Nommée   | [ 31 ] |
| 2021  | 57ème Baeksang Arts Awards | Meilleure nouvelle actrice | Extracurricular  | Gagné    | ,      |